# Huệ Thủy
Huệ Thủy (chữ Hán giản thể: 惠水县, bính âm: Huìshuǐ Xiàn, âm Hán Việt: Huệ Thủy huyện) là một huyện thuộc Châu tự trị dân tộc Bố Y và dân tộc Miêu Kiềm Nam, tỉnh Quý Châu, Cộng hòa Nhân dân Trung Hoa. Huyện này có diện tích 2446 ki-lô-mét vuông, dân số năm 2002 là 420.000 người. Mã số bưu chính của huyện Huệ Thủy là 550600. Chính quyền huyện đóng ở trấn Hòa Bình. Về mặt hành chính, huyện này được chia thành 8 trấn, 17 hương. 